# Zlatopikasti moškatnik
Zlatopikasti moškatnik (znanstveno ime Calosoma auropunctatum) je plenilska vrsta hrošča iz družine krešičev, ki je v Sloveniji uvrščena na seznam zavarovanih živalskih vrst.

## Opis
Zlatopikasti moškatnik doseže v dolžino med 18 in 30 mm in so zemeljsko rjave barve. Vzdolž vsake elitre potekajo trije nizi rdečkasto zlatih ali zelenih pik, po katerih je vrsta dobila ime. V preteklosti se je vrsta znanstveno imenovala Calosome maderae ssp. auropunctatum, danes pa je priznana kot samostojna vrsta. Razširjen je od Evrope (razen njenih zahodnih in jugozahodnih predelov) do Anatolije, osrednje Azije, zahodne Kitajske do Mongolije.